# Jocelyn de Grandis

Jocelyn de Grandis, né le 23 novembre 1980 à Besançon, est un archer français. Il a fait partie de l'équipe de France aux Jeux olympiques de Sydney en 2000 et Athènes en 2004.
Il a atteint la 10e place au classement mondial en 2001.

## Palmarès[1],[2]

### Jeux olympiques d'été
- Jeux olympiques de 2000 à Sydney : 29e en individuel - 11e par équipes.
- Jeux olympiques de 2004 à Athènes : 51e en individuel - 10e par équipes.

### Championnats du monde (extérieur)
- Médaille de bronze par équipe en 2003

### Championnats d'europe (extérieur)
- Médaille de bronze en individuel en 2000
- Médaille de bronze par équipe en 2000
- Champion d'europe par équipe en 2002